# Ingrandes (Indre)
Ingrandes település Franciaországban, Indre megyében. Lakosainak száma 299 fő (2022. január 1.). Ingrandes Concremiers, Mérigny, Saint-Aigny, Béthines és Saint-Germain községekkel határos.

## Népesség
A település népességének változása:
| Lakosok száma | 390  | 300  | 310  | 328  | 325  | 322  | 317  | 312  | 309  | 299  |
|               | 1968 | 1982 | 1990 | 2006 | 2013 | 2015 | 2017 | 2019 | 2020 | 2022 |